# ملعب تييرا دي كامبيونيس
ملعب تييرا دي كامبيونيس (بالإنجليزية: Estadio Tierra de Campeones)‏ هو ملعب كرة قدم يقع في ايكويكو، تشيلي، يتسع لـ 12,000 متفرج. هو الملعب الرسمي لفريق ديبورتيس إكيكي.

## التاريخ
افتتح الملعب في 1993.